# Bez koralowy

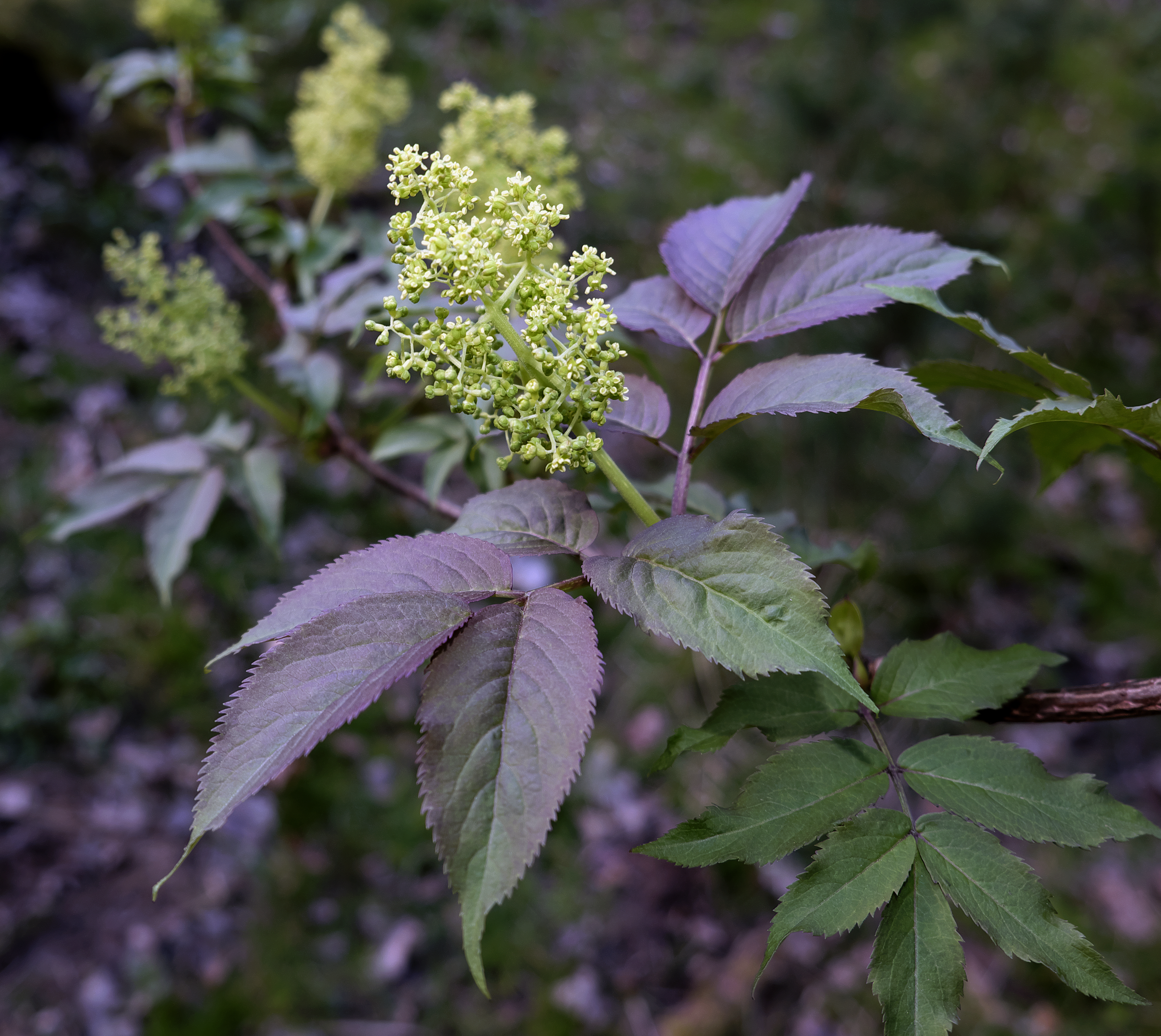
Kwiatostan

Bez koralowy, dziki bez koralowy (Sambucus racemosa L.) – gatunek rośliny z rodziny piżmaczkowatych (Adoxaceae), dawniej także w bzowatych (Sambucaceae) lub przewiertniowatych (Caprifoliaceae). Jest szeroko rozprzestrzeniony w Azji, Europie i Ameryce Północnej. Na południu Polski jest rośliną pospolitą, dalej na północy bywa lokalnie rzadki, np. na północy Mazowsza, na ziemi lubuskiej i Pomorzu Środkowym.

## Morfologia

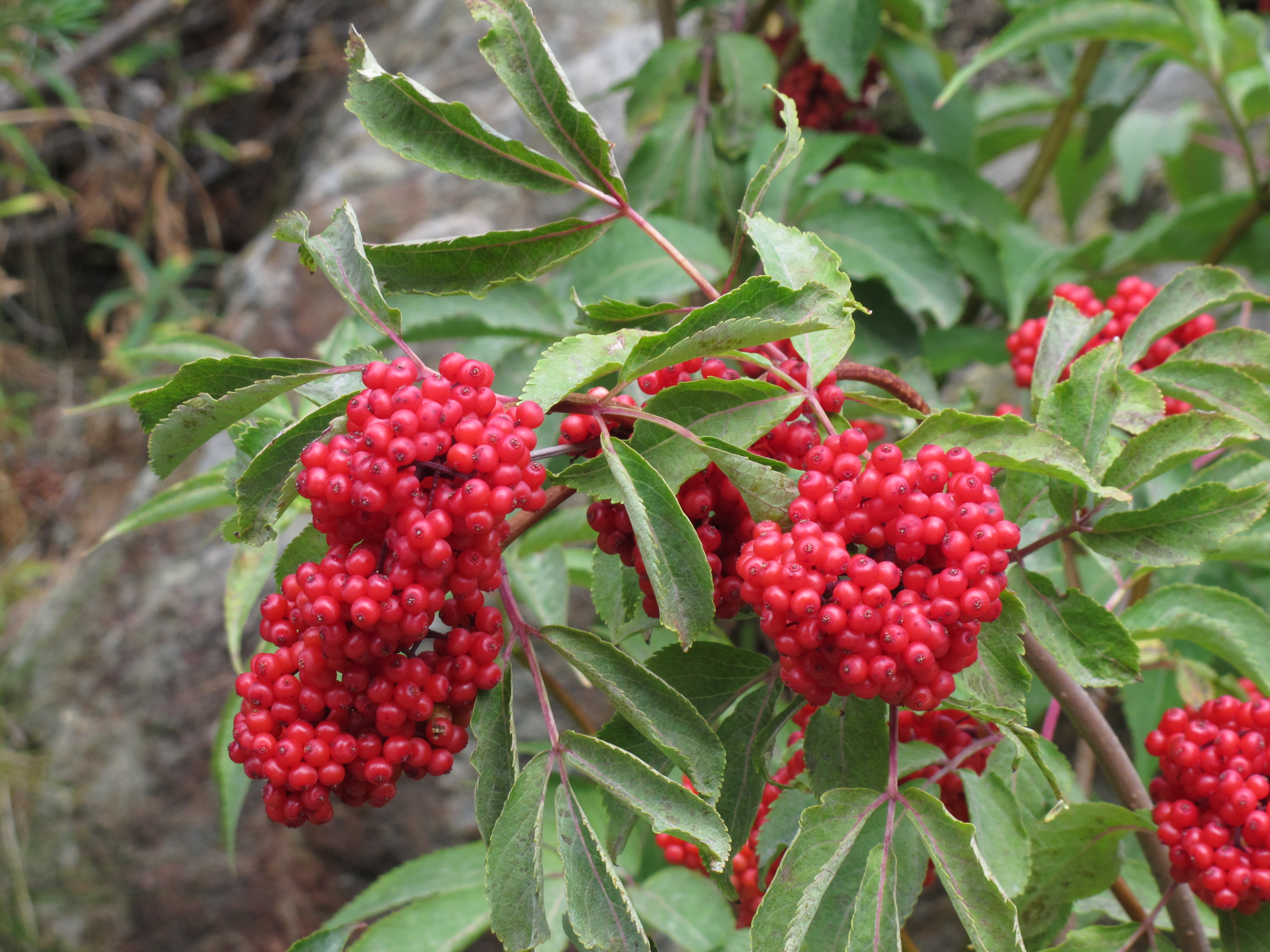
Owoce

PokrójMałe drzewo lub krzew o wysokości do 5 metrów.
ŁodygaKora pnia ciemnobrunatna, młodszych pędów jasnobrunatna. Wewnątrz pędów gąbczasty rdzeń o cynamonowym kolorze.
LiścieUlistnienie naprzeciwległe. Liście bez przylistków, krótkoogonkowe, 5-7 listkowe, listki jajowatoeliptyczne i grubopiłkowane. Rozwijają się równocześnie z kwiatami.
KwiatyKwiatostany kuliste w postaci wydłużonych wiech. Kwiaty drobne (średnicy 4 mm), najpierw zielonawe, później żółtawobiałe, przedsłupne lub równoczesne.
OwocKuliste, koralowoczerwone pestkowce, soczyste, niejadalne.
Gatunek podobnyBez czarny łatwo odróżnić w czasie kwitnienia po kwiatostanach – spłaszczonych podbaldachach i kwiatach barwy białej oraz w czasie owocowania – po owocach czarnych. Bez czarny bez kwiatów i owoców różni się białym rdzeniem wewnątrz pędów.

## Biologia i ekologia
Rośnie w lasach i zaroślach. Szczególnie często występuje w niższych położeniach górskich. Lubi gleby bogate w azot (gatunek azotolubny). Jest również gatunkiem synantropijnym. Kwitnie od kwietnia do maja. Kwiaty wydzielają przyjemną woń, są samopylne lub zapylane przez owady. W klasyfikacji zbiorowisk roślinnych gatunek charakterystyczny dla All. Sambuco-Salicion i Ass. Sambucetum racemosae.
Roślina trująca: cała roślina jest trująca, również owoce są trujące dla ludzi, zjadane są jednak przez niektóre ptaki. Po ugotowaniu lub usmażeniu owoce tracą właściwości trujące. U ludzi zatrucie objawia się bólem głowy, wymiotami, biegunką. 

## Zastosowanie
Roślina ozdobna, uprawiana ze względu na swoje piękne kwiatostany i jaskrawoczerwone owoce. Łatwo można ją rozmnażać przez sadzonki pędowe wykonane z bocznych pędów o długości ok. 30 cm w miesiącach sierpień – wrzesień. Ukorzeniają się one w wilgotnej ziemi lub w wodzie.
Odmiany uprawne
- 'Plumosa Aurea' – krzewy osiągające do 2–3 m wysokości i szerokości. Listki powcinane, złotożółte[10].